# John McNaughton
John McNaughton (Chicago, 13 januari 1950) is een Amerikaanse regisseur.

## Carrière
McNaughton debuteerde met de controversiële film Henry: Portrait of a Serial Killer (1989). De film werd in 1986 opgenomen, maar kwam pas drie jaar later uit. Later werd hij door Martin Scorsese aangeduid als regisseur voor de film Mad Dog and Glory (1993). Voor die film werkte McNaughton samen met onder meer Robert De Niro en Bill Murray. Enkele jaren later scoorde hij een hit met de thriller Wild Things (1998), met onder andere Matt Dillon, Kevin Bacon en Denise Richards.
McNaughton werkte ook voor televisie. Zo regisseerde hij afleveringen voor series als Homicide: Life on the Street (1994-'96) en Without a Trace (2003). Verder regisseerde hij de televisiefilm Lansky (1999), gebaseerd op het leven van misdaadbaas Meyer Lansky. De hoofdrollen in die film worden vertolkt door Richard Dreyfuss, Eric Roberts en Anthony LaPaglia. In 2006 was McNaughton een van de dertien regisseurs die een korte televisiefilm bijdroegen aan het eerste seizoen van Masters of Horror. De productie die hij hiervoor maakte heet Haeckel’s Tale.
- Biblioteca Nacional de España: XX1265550
- Bibliothèque nationale de France: cb14023029k (data)
- Gemeinsame Normdatei: 140002715
- International Standard Name Identifier: 0000 0000 7824 1745
- Library of Congress Control Number: n93076126
- Nederlandse Thesaurus van Auteursnamen: 110983912
- SNAC: w6pp020r
- Système universitaire de documentation: 139683593
- Virtual International Authority File: 103320081
- WorldCat: E39PBJy8xYtxhP4pK9mVY8xv73